# Frédérique Spigt
Frédérique Spigt (Rotterdam, 28 januari 1957) is een Nederlandse zangeres en actrice. Zij kreeg landelijke bekendheid in de jaren tachtig als zangeres van I've Got The Bullets. Als soloartiest brak ze door na haar deelname aan het Nationaal Songfestival in 1998.

## Levensloop

### Jeugd
Spigt werd geboren als zusje van een drie jaar oudere broer en twee halfbroers en een halfzuster uit het eerste huwelijk van haar moeder. Als kind van twee werkende ouders was ze vaak op zichzelf aangewezen. Ze speelde veel buiten, was een vechtersbaasje en altijd in voor stoere spelletjes. Dit leidde er weleens toe dat andere ouders hun kinderen verboden om met haar om te gaan. In haar kindertijd organiseerde ze met vriendinnetjes voorstellingen in de kelder van de flat waar ze woonde, waar medebewoners voor werden uitgenodigd. In The Diamond Show, de naam die ze aan de optredens gaf, liet ze haar hond trucjes doen en trad ze zelf op als goochelaar.
Spigt kreeg interesse voor muziek door een concert van Herman Brood dat ze op haar zestiende bijwoonde. Op haar zeventiende deed ze haar eerste ervaringen op met zingen voor publiek in de band van haar broer. Hierin verving ze enige tijd de leadzanger. Omdat ze kritiek had op het repertoire kregen de bandleden snel genoeg van haar en zetten haar er na verloop van tijd uit.
Na haar middelbare school studeerde ze aan de Rotterdamse kunstacademie van 1975 tot 1980. Zij koos voor de richting Grafisch Ontwerpen. Na haar afstuderen ging ze als vrijwilliger werken in een jongerencentrum, omdat er voor haar als kunstenaar geen droog brood was te verdienen. Hoewel ze carrière heeft gemaakt in de muziek is ze altijd blijven tekenen. Ze illustreerde onder meer de hoezen en tekstboekjes van haar albums en haar boek met verzamelde liedteksten Dit is geen lied (2004). Haar tekenstijl is goed herkenbaar: eenvoudig maar expressief, naïef en Picasso-esk.

### Beginjaren
In het jongerencentrum heeft Spigt veel contact met muzikanten en tijdens een jamsessie in 1985 maakt ze indruk op gitarist Peter van Gameren. Hij stelt haar voor een band te beginnen met haar als leadzangeres. De band krijgt de naam ‘I've Got The Bullets’, verwijzend naar de laatste woorden van James Dean in de film Rebel Without A Cause uit 1955. Ze hebben moeite om de vaste bezetting te bepalen en het is een komen en gaan van bandleden. Vooral voor de achtergrondzang blijkt het moeilijk de juiste mensen te vinden en te houden. Uiteindelijk ontstond een band met negen leden die Amerikaans georiënteerde rock en soul ten gehore bracht. Al in het eerste jaar van haar bestaan deed I've Got The Bullets mee aan de Grote Prijs van Nederland en werd derde. Er werd een album met dezelfde naam opgenomen en de band had een hit met de single In The Middle Of The Night (1986).
I've Got The Bullets was een veelgeboekte live act en Spigt was een waar rockidool. Ze was baanbrekend, want een vrouw als leider van een rockband was, zeker in Nederland, zeldzaam. Haar androgyne verschijning, krachtige rauwe stemgeluid en openheid over haar biseksualiteit maakten bovendien dat ze in feministische kring gezien werd als een soort boegbeeld. Nadat het tweede album Wounded 1988 geen succes wordt, wordt de formatie ontbonden.
Ze richt een nieuwe band op: ‘A Girl Called Johnny’ waarmee ze het album getiteld Cry For The Moon (1993) opneemt. Deze band blijft 3 jaar bestaan.

### Solocarrière
In 1996 begint Spigt haar solo-carrière met een theatertournee onder de titel Frédérique Spigt Con La Piccola Orchestra (letterlijk: met klein orkest), waarin zij begeleid wordt door een viertal violistes - als strijkkwartet - waardoor haar ongebruikelijke stemgeluid nog beter tot zijn recht komt. Onder dezelfde naam produceert zijzelf haar eerste solo-album. Het is ook het begin van haar samenwerking met Jan van der Meij en Hein Offermans.
Spigt presenteerde in 1998 samen met Theo van Gogh een ochtendprogramma voor Talkradio. In dat jaar doet ze mee aan het Nationaal Songfestival en zingt ze voor het eerst in het Nederlands. Het nummer 'Mijn hart kan dat niet aan' van Huub van der Lubbe (tekst) en Leo van de Ketterij (muziek) is atypisch voor het Songfestival, maar maakt niettemin grote indruk. Tot haar grote opluchting wint ze niet (namelijk Edsilia Rombley wordt eerste), maar zij wordt derde met 70 punten.

#### 1999-2005
Door het optreden krijgt ze wel de landelijke bekendheid waar ze op gehoopt had. Voortbordurend op het succes besluit ze een volledig Nederlandstalig album te maken. In samenwerking met Jakob Klaasse produceert zij  Engel (1999), waarop o.a. 'Mijn hart kan dat niet aan'. De titelsong 'Engel' is een eigen compositie, alle andere nummers zijn composities van Spigt, meestal in samenwerking met Jan van der Meij.
In 2000 volgt het album Droom waar ze een Edison voor krijgt. Het album bevat een vertaling  van het Neil Young-nummer Old man, voor de rest zijn het composities van Spigt en Jan van der Meij. 
In 2002 volgt het album Beest, dat een drieluik vormt met het album Engel en het album Droom. Beest, een album over beesten als slangen, leugenbeesten en muizen heeft ze behalve op de reguliere manier, ook met een doventolk uitgevoerd, wat is vastgelegd op dvd (Beast, 2004).
In 2004 start Spigt een project met alleen duetten, zowel in het Nederlands als het Engels onder de titel Mans Genoeg. Over de opnames van Mans Genoeg is door Sonia Herman Dolz een documentaire gemaakt die op het Nederlands Film Festival 2004 in première is gegaan. De cd is ook in combinatie met de documentaire op dvd uitgebracht. De titelsong wordt gezongen door Spigt en Jan van der Meij. 'She came to win' is een postuum duet van Spigt met oude opnames van Herman Brood. Met Huub van der Lubbe zingt zij 'Sterker Dan Wij Twee'.

#### 2006-2009
In 2006 bracht ze haar nieuwe album -- één kus -- uit. Uitgangspunt bij dit album was de kleine accordeon, die zij van vrienden kreeg. Een prominente rol op het album werd gespeeld door de Belgische accordenist Gwen Cresens, die ook thuis was in de musettemuziek. Het album kent geen titelsong, want het nummer 'Één kus' stond al op Beest. In plaats daarvan heeft -- één kus -- de instrumental 'Un bisou', ofwel kusje, een compositie van Gwen Cresens. Naast Nederlands zingt Spigt ook in het Frans. Met vrijwel dezelfde muzikantengroep wordt in 2008 het album Vreemd gemaakt, dat met voorganger -- één kus -- een chanson-tweeluik vormt.
'Ziba' is een Arabisch gedicht op het album van "Baban" op muziek gezet door Spigt.
De Nederlandse periode van Spigt wordt afgesloten met het live-album Alles In Walhallamet nummers van de Nederlandstalige albums. Walhalla is een theater op Katendrecht, de begeleiding van Spigt is naast Jan van der Meij en Hein Offermans aangevuld met Roel Spanjers. Het album is ook met een dvd-registratie uitgebracht. 
Frédérique is te zien in een cameo in de film Vox Populi uit 2008.
In de zomer van 2009 maakte ze voor de regionale zender TV Rijnmond de televisieserie Fauna & Gemeenschap, waarin ze samen met bioloog Kees Moeliker van het Natuurhistorisch Museum Rotterdam op zoek ging naar dieren in de stad Rotterdam.

#### 2011 - heden
In november 2011 wordt het album Land uitgebracht, een album met country-and-western-achtige muziek. Alle muziek is geschreven door Jan van der Meij, alle teksten door Spigt. De begeleidingsgroep van Jan van der meij, Hein Offermans en Roel Spanjers wordt aangevuld met Janos Koolen (banjo, mandoline) en Joost van Es (fiddle).
In 2013 doet Spigt mee aan een muzikale theatershow 'Ontspoord' met Bob Fosko. In 2014 volgt het album The Medicine Show, een album in dezelfde americana-stijl als Land en met dezelfde muzikanten. Naast eigen composities bevat het album het Tom Petty-nummer 'Face In The Crowd'.
Tijdens het Boekenbal in maart 2015 zong Spigt een ode aan boekenweekessayist Pieter Steinz.
In 2015 houdt Spigt een theatertour met Annet Malherbe onder de titel "Elvis never left the building", een muzikale show met louter Elvis Presley-liedjes. De begeleidingsband bestaat uit Roel Spanjers en de twee zoons van Annet Malherbe, Houk en Mees van Warmerdam.
Vanaf 2017 tourt Spigt regelmatig met Roel Spanjers, met programma's als "Gasoline and Matches" en "The Road". Van "The Road" werd een mini-album uitgebracht met drie composities van Spigt en Spanjers elk. 
In 2019/2020 gaat Spigt op tournee met Corrie van Binsbergen. In december wint ze, samen met fysicus Reinoud Lavrijsen, de Nationale Wetenschapsquiz. Tijdens de coronacrisis in Nederland werden er drie theatertournees van Spigt afgezegd.  Tijdens de crisis begon Spigt met schilderen, werken werden later geëxposeerd in Amsterdam. In februari 2020 bracht Spigt haar dichtdebuut Misantroop uit.
In 2022 volgt een theatertour met de tango als thema. Begeleiders zijn Tijmen Veelenturf (viool), Tim Panman (gitaar) en Lysandre Donoso (bandonéon). Op cd komt het album Viva El Tango uit. Het bevat 12 Nederlandstalige nummers, waarvan enkele bekende tango's, die vanuit het Spaans en Engels naar het Nederlands overgezet zijn.
In het seizoen 2023/2024 van de dirigentenwedstrijd Maestro werd zij tweede in de finale, na Chris Zegers.

## Discografie

### Albums
| Album met eventuele hitnotering(en) in de Nederlandse Album Top 100 | Datum van verschijnen | Datum van binnenkomst | Hoogste positie | Aantal weken | Opmerkingen                            |
| ------------------------------------------------------------------- | --------------------- | --------------------- | --------------- | ------------ | -------------------------------------- |
| Con la piccola orchestra                                            | 1996                  | -                     |                 |              |                                        |
| Engel                                                               | 1999                  | 27-02-1999            | 36              | 13           |                                        |
| Droom                                                               | 2000                  | 21-10-2000            | 40              | 6            |                                        |
| Beest                                                               | 2002                  | 21-09-2002            | 76              | 3            |                                        |
| Mans genoeg                                                         | 2004                  | -                     |                 |              |                                        |
| Één kus                                                             | 28-10-2006            | 04-11-2006            | 78              | 11           |                                        |
| Vreemd                                                              | 10-10-2008            | 18-10-2008            | 58              | 5            |                                        |
| Alles in Walhalla - The best of Frédérique Spigt live               | 14-10-2009            | -                     |                 |              | Verzamelalbum / Livealbum              |
| Land                                                                | 04-11-2011            | 12-11-2011            | 30              | 14           |                                        |
| The Medicine show                                                   | 10-10-2014            |                       |                 |              |                                        |
| The Road (EP)                                                       | 2017                  | -                     |                 |              | met Roel Spanjers /een 6-tal roadsongs |

### Singles
| Single met eventuele hitnotering(en) in de Nederlandse Top 40 | Datum van verschijnen | Datum van binnenkomst | Hoogste positie | Aantal weken | Opmerkingen                                                                 |
| ------------------------------------------------------------- | --------------------- | --------------------- | --------------- | ------------ | --------------------------------------------------------------------------- |
| Mijn hart kan dat niet aan                                    | 1998                  | 04-04-1998            | tip9            | -            | Nr. 69 in de Single Top 100                                                 |
| Isis                                                          | 2000                  | -                     |                 |              | Nr. 98 in de Single Top 100                                                 |
| Rotterdam                                                     | 2001                  | -                     |                 |              | Nr. 96 in de Single Top 100                                                 |
| Koningslied                                                   | 19-04-2013            | 27-04-2013            | 2               | 4            | als onderdeel van Nationaal Comité Inhuldiging / Nr. 1 in de Single Top 100 |

| Single met hitnotering(en) in de Vlaamse Ultratop 50 | Datum van verschijnen | Datum van binnenkomst | Hoogste positie | Aantal weken | Opmerkingen                                    |
| ---------------------------------------------------- | --------------------- | --------------------- | --------------- | ------------ | ---------------------------------------------- |
| Koningslied                                          | 2013                  | 11-05-2013            | 41              | 1*           | als onderdeel van Nationaal Comité Inhuldiging |

### Dvd's
| Dvd's met hitnoteringen in de Nederlandse Music Top 30 | Datum van verschijnen | Datum van binnenkomst | Hoogste positie | Aantal weken | Opmerkingen |
| ------------------------------------------------------ | --------------------- | --------------------- | --------------- | ------------ | ----------- |
| Mans genoeg                                            | 2004                  | 04-12-2004            | 9               | 7            |             |

### Bijdragen aan verzamelalbums
- 2011 Iemand zoals jij op Wat zou ik doen (CD/DVD)
- 2008 With a little help from my friends op Feest van de eeuw (DVD)
- 2008 Die mooie stad aan de Maas op Koning van de Maas, de liedjes
- 2007 Suspicious minds op Elvis in Nederland
- 2006 Nu jij weg bent op De avond van het liefdeslied (DVD)
- 2006 Vim op Recreatie (boek met CD)
- 2006 d'Eeuwige jachtvelden op Recreatie (boek met CD)
- 2006 If I can love somebody op Friends for Warchild (DVD)
- 2006 Bohemian rhapsody (met Girls wanna have fun) op Friends for Warchild (DVD)
- 2006 Love child (met Girls wanna have fun) op Friends for Warchild (DVD)
- 2006 Freedom (met Girls wanna have fun) op Friends for Warchild (DVD)
- 2003 Koninginnen Van De Nacht op Tippelhits
- 2002 De Schrik Van Rotterdam op Pietje Bell - Soundtrack
- 2002 The Joker op Stem Voor Daniël
- 2000 Vriendschap (Live met Henk Westbroek en Stef Bos) op Vrienden Van Amstel Live
- 2000 Iemand Moet Het Doen op Iemand Moet Het Doen
- 1999 Vanavond Om Kwart Over Zes Ben Ik Vrij (met Willeke Alberti) op Liedjes Voor Altijd van Alberti
- 1999 We've Got Tonight (met Paul de Leeuw) op Duetten Voor Daniël
- 1999 We'll Sweep Out The Ashes In The Morning (met Bennie Jolink) op Howlin' At The Moon van Jolink
- 1996 The Lady Is A Tramp (Live) op Onder De Douche

### Bijdragen die niet uitgegeven zijn
- 2007 Thorbeckeplein Lied van Robert Long gezongen in het televisieprogramma "Een nieuwe jas" (TV)
- 2007 Transito Lied voor Joost Zwagerman t.g.v. zijn nominatie voor de AKO literatuurprijs (TV).
- 2005 Jij komt terug Lied voor Theo van Gogh, gezongen in Netwerk (TV)
- 2004 Sui voluntatis gezongen tijdens concert ter ere van 80-jarig bestaan van de NCRV (radio)
- 2002 Het glazenwasserslied gezongen in het VPRO televisieprogramma "Cantate"
- 2000 Zonder jou gezongen tijdens een concert ter ere van Rob de Nijs (radio)

### Muziek dvd's
- 2009 Alles in Walhalla - The best of Frédérique Spigt live (Solo)
- 2006 The first official GWHF bootleg dvd (Girls wanna have fun)
- 2004 Mans Genoeg (Solo)
- 2004 Beast (Solo)

### Overige dvd's
- 2008 Koning van de Maas (De complete televisieserie)(Spigt speelt Nelly Funhof)

## Discografie van "I've Got The Bullets"

### Albums
- 1986: I've Got The Bullets
- 1988: Wounded
- 2006: Collections

### Singles
- 1986: In the middle of the night
- 1986: It should have been me
- 1987: Nighttrain
- 1988: Riding the same road
- 1988: Love scene
- 1988: I'm only wounded

## Discografie van "A Girl Called Johnny"

### Albums
- 1993 Cry for the moon

### Singles
- 1994: Sunset runaways
- 1994: I've been waiting
- 1994: Keep this love alive

## Theater
- 2015 Elvis never left the building een theatershow samen met Annet Malherbe en een band waarin onder ander twee zoons van Annet Malherbe en Roel Spanjers mee spelen.
- 2013 Ontspoord

Toneelstuk met de Toneelmakerij.
- 2006 Lucy in the sky

Toneelstuk samen met halfzus Yolande Bertsch over hun moeder.
- 2003 De Vagina Monologen

Toneelstuk samen met Adelheid Roosen en Noraly Beyer
- 1999 Nico songs

Dansvoorstelling van het Scapino Ballet. Het ballet danst op muziek gezongen door Spigt.

## Filmografie
- 2022 Casa Coco, speelfilm op Bonaire met o.a. Gerard Cox, Joke Bruijs en Loes Luca.
- 2016 Weemoedt
- 2016 Sinterklaasjournaal
- 2010 Restlucht
- 2010 S1NGLE

Comedische dramaserie naar de strip van Hanco Kolk en Peter de Wit. Speelde de rol van Chantal in de aflevering Op zoek naar de liefde.
- 2009 Bente wil een vader

Korte (Cinekid)film. Frédérique speelt een van de twee moeders van Bente. Een kind van een lesbisch koppel.
- 2008 Koning van de Maas

Regio drama van TV Rijnmond. Frédérique Spigt speelt barhoudster Nellie.
- 2004 Mans Genoeg

Documentaire van Sonia Herman Dolz. Een documentaire over het ontstaan van het album "Mans genoeg".

## Trivia
- A Girl Called Johnny stond in het voorprogramma van Deep Purple in Ahoy.
- Spigt deed in 2003 mee aan De Vagina Monologen.
- Spigt is linkshandig.
- Spigt schreef de tekst van het nummer "In het licht van jouw ogen" waarmee Manuëla Kemp meedeed aan het Nationaal Songfestival in 2004. Jan van der Meij verzorgde de compositie.
- In het VPRO-programma De Plantage vertolkte Spigt op indrukwekkende wijze Jacques Brels Voir un ami pleurer.
- Op Mans Genoeg staat een duet met Herman Brood. Spigt zong haar partij na zijn dood in en deze werd gemixt met ongebruikte opnames van Brood.
- Spigt maakt deel uit van de gelegenheidsformatie Girls Wanna Have Fun.
- Het nummer "Something about you" (met Sam Bettens) is gebruikt voor de Nederlandse film Vet Hard.

- Digitale Bibliotheek voor de Nederlandse Letteren: spig002
- Gemeinsame Normdatei: 173888151
- International Standard Name Identifier: 0000 0000 4282 122X
- Library of Congress Control Number: nb2004312036
- MusicBrainz: 6e5142d0-4661-4d0c-9198-8a6acb1174f4
- Nederlandse Thesaurus van Auteursnamen: 268623074
- RKD-Nederlands Instituut voor Kunstgeschiedenis: 74317
- Virtual International Authority File: 14286661
- WorldCat: E39PBJrm48vkgbdWhxqKPbCWjC